# Nea-Nidelvvassdraget
Nea-Nidelvvassdraget je rijeka u okrugu Trøndelag u Norveškoj. Prolazi kroz općine Tydal, Selbu i Trondheim. Ukupna površina porječja je 3100 km2. Duga je oko 160 km, od izvora u planinama Sylan do ušća u Trondheimsfjorden. Trondheim Energi ima četrnaest elektrana duž vodotoka koje su visoko regulirane, s ukupnom proizvodnjom u 2004. godini od 2581 GWh. Razvoj područja započeo je već 1890. godine izgradnjom elektrane Øvre Leirfoss.
Važne rijeke u porječju Nea-Nidelvvassdraget su Nidelva, Nea, Rotla, Lødølja i Tya. Među najvećim jezerima su Sylsjön, Nesjøen, Stugusjøen, Finnkoisjøen i Selbusjøen .

## Vanjske poveznice
- Karta Nea-Nidelvvassdraget (TEV)